# Germaniadenkmal (Königshütte)

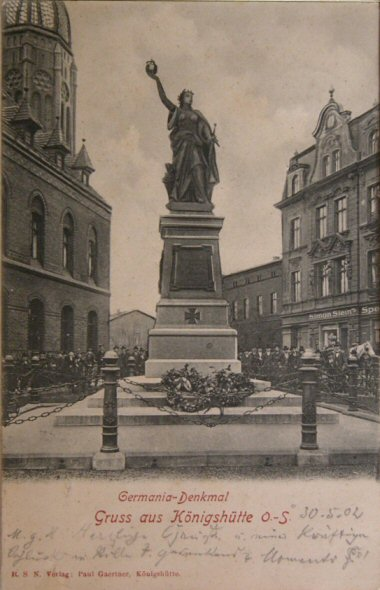
Germaniadenkmal

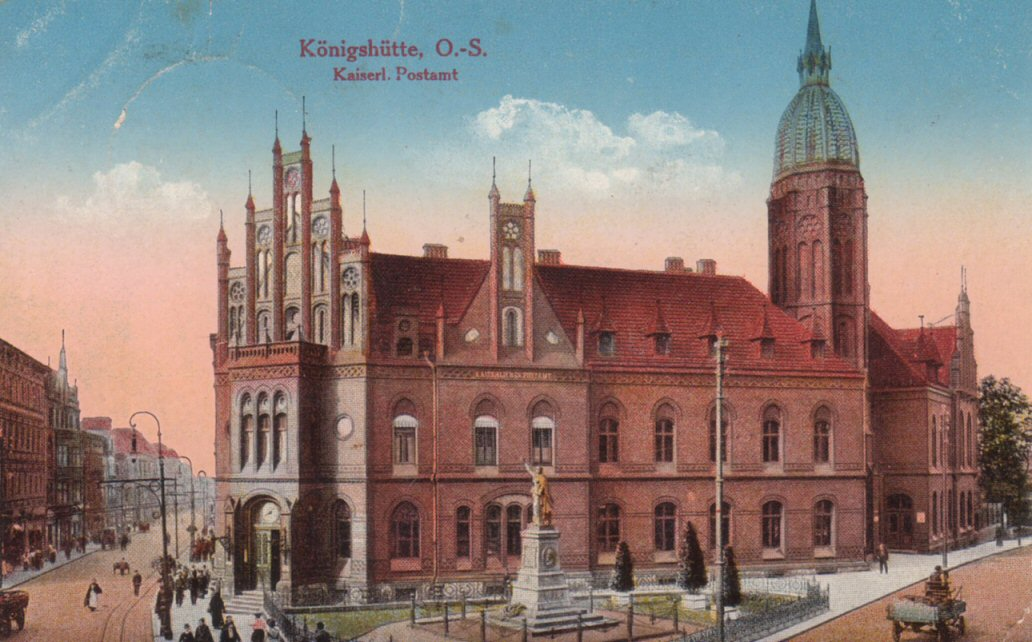
Postamt mit Denkmal (vor 1919)

Das Germaniadenkmal in Königshütte in Oberschlesien (heute Chorzów, Polen) war ein 1898 errichtetes Kriegerdenkmal für die Gefallenen des Deutsch-Französischen Kriegs von 1870/71.
Das Denkmal stand vor dem 1892 gebauten Postamt. Es bestand aus einem Standbild der Germania nach einem Modell des Dresdner Bildhauers Johannes Schilling auf einem Sockel, der von dem Dresdner Architekten Karl Weißbach entworfen wurde. Nach dem Ersten Weltkrieg bzw. nach dem Übergang von Ost-Oberschlesien an Polen wurde es durch ein Denkmal für die Aufstände in Oberschlesien ersetzt.